# Regulacja cen
Regulacja cen – ściśle określone działania rządu państwa, które polega na bezpośrednim ustalaniu cen lub na ustalaniu szczegółowych zasad kalkulacji cen przez dane podmioty gospodarcze, które są kontrolowania z tych zasad. Regulacja ta jest stosowana w gospodarce socjalistycznej w celu realizacji określonej polityki konsumpcji oraz społecznej.
W gospodarce rynkowej regulacja cen ma charakter nadzwyczajny i jest ona stosowana wówczas w celu przeciwdziałania nadmiernej inflacji pod wpływem nacisków producentów albo konsumentów, w okresie wojny oraz w czasie występowania różnych klęsk żywiołowych.
Pierwszą próbą regulacji cen był dekret o powszechnym maximum w czasie rewolucji francuskiej, co skończyło się głodem, korupcją, spekulacją i wyższymi cenami.